# Popular Photography Magazine
Popular Photography Magazine  est un magazine mensuel américain traitant de la photographie.
Fondé originellement par Ziff Davis, le magazine a été racheté par Hachette Filipacchi Media U.S. puis revendu à Bonnier en 2009.
Le photographe Norman Rothschild (1913-1995) fut l'un de ses directeurs de publication les plus célèbres.
En mars-avril 2017, la publication s'arrête.
Le magazine est relancé par Recurrent Ventures en 2021 sous le nom de Pop Photo, et prend la forme d'un site internet.